# 3122 Florence
A 3122 Florence (ideiglenes jelöléssel 1981 ET3) egy földközeli kisbolygó. Schelte J. Bus fedezte fel 1981. március 2-án. A névadója Florence Nightingale volt, aki még élt a kisbolygó előző földközelsége idején, 1890-ben. 2017. szeptember elsején kb. 7 000 000 km-es közelségben haladt el a Föld mellett. A NASA csillagászai két , körülbelül 100-300m átmérőjű holdat is felfedeztek az esemény során. Közülük a belső hold keringési ideje kb. 8 óra, míg a külső pályán keringőé egy nap, az utóbbi közben még meg is fordul kb. 2,4 óra alatt a saját tengelye körül. Számítások szerint 2500-ban lesz újra közel a Földhöz.